# Autoroute A-56 (Espagne)
Pour les articles homonymes, voir A56.
L'autoroute espagnole A-56 est une autoroute en projet qui relie 2 grandes villes de Galice : Lugo et Ourense. 
Elle suit le tracé N-540 qu'elle double par la même occasions.
Elle va permettre d'améliorer la communication entre ces 2 villes en décongestionnant la N-540 par un trajet direct par voie rapide sans faire le détour par les autoroutes A-52, AP-53, AP-9 et A-6.

## Tracé
- Elle va se déconnecter de l'A-54 lorsqu'elle sera prolonger jusqu'à Lugo à hauteur de Guntin en suivant le tracé de la N-540.
- À hauteur de Chantada elle va bifurquer avec la future A-72 à destination de Monforte de Lemos (A-76)
- L'A-56 va pénétrer dans l'agglomération d'Ourense depuis l'OU-20 qui permet d'accéder au nord de la ville par voie rapide depuis l'autoroute.

### Référence
- Nomenclature